# Левинский, Авраам
Авраам Левинский (1 марта 1866, Водзислав-Слёнски — 18 декабря 1941, Майнц) — немецкий раввин конца XIX — начала XX века. Он родился 1 марта 1866 года в Лослау, Верхняя Силезия, Королевство Пруссия. Он учился в Университете Бреслау с 1884 по 1887 год, получив степень доктора философии, одновременно продолжая раввинское образование в Еврейской теологической семинарии в Бреслау. В 1890 году он стал раввином Вайльбурга, а два года спустя взял на себя руководство земельным раввинатом Хильдесхайма в провинции Ганновер и вышел на пенсию в 1935 году. Он умер 18 декабря 1941 года в Майнце, Народная земля Гессен.
Левинский наиболее известен своими исследованиями еврейского историка I века Иосифа Флавия. Он также опубликовал работы о предшественнике в раввинате Хильдесхайма, раввине XVII века Самуэле Хамельне, зяте Гликель из Хамельна, а также об общей истории иудаизма в Центральной и Восточной Европе с XVI по XVIII век.

## Опубликованные труды
- Lewinsky, A. Beiträge zur Kenntnis der religionsphilosophischen Anschauungen des Flavius Josephus. Breslau: Preuss & Jünger, 1887.
- Lewinsky, A. Festpredigt zur Feier des 50jährigen Bestehens der Synagoge in Hildesheim am 12. November 1899. Hildesheim: Gebr. Gerstenberg, 1899
- Lewinsky, A. Der Hildesheimer Rabbiner Samuel Hameln. Hildesheim: A. Lax, 1900.
- Lewinsky, A. Die Kinder des Hildesheimer Rabbiners Samuel Hameln. Hidesheim: A. Lax, 1901.
- Lewinsky, A. Zur Geschichte der Juden in Polen und Russlands während des 18. Jahrhundert. St. Petersburg, 1907.